# 榮村地震
2011年长野县北部地震（日语：／ naganoken hokubu jishin ?)，又称2011年新潟·长野县境地震、荣村大震灾和3·12信越地震，是指2011年3月12日发生于日本长野县和新潟县边界的强烈地震。该次地震震中位于北纬36.985度、东经138.597度，震级为Mj 6.7级、Ms 6.6级，震源深度约为8千米。
长野县下水内郡荣村在本次地震中受灾最为严重，仅该村的经济损失就比整个新潟县的经济损失多出十多亿日元。截至2012年9月4日，该次地震共致使3人遇难，67人受伤。

## 发震构造

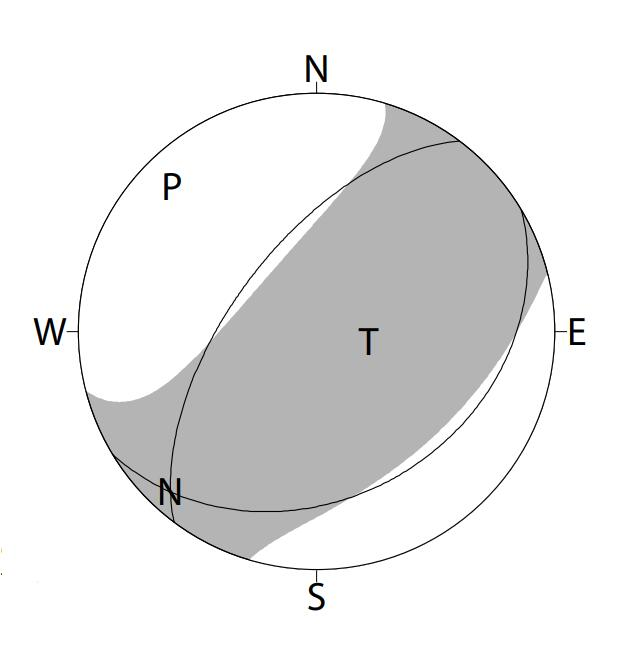
日本气象厅解析的震源机制解

2002年，东京大学地震研究所的大竹政和等人曾出版了一本关于日本海东缘地区地震构造机制的书籍。2006年，长郁夫等人在日本地震工学会论文集上发表了一篇关于新潟县中越地方南部的地震空白区的论文。这些研究均表明，在2004年新潟县中越地震和1847年善光寺地震的震源域附近，存在一块地震空区。
根据日本气象厅的分析，2011年长野县北部地震是一次压力轴在西北－东南方向上的逆断层型地震，是一次大陆板块内的地震。根据截至地震当日9时的余震分布判断，本次地震的震源域大致为北东北－南西南方向上长为17千米，深为4千米至10千米的区域。然而，日本地震学者野津厚在2013年称，根据这些余震的分布进行分析，该次地震的震源机制可能与日本气象厅当初发布的震源机制解不同，可能是一次正断层型地震。除此之外，日本防灾科学技术研究所在2011年4月发布的解析文档中说明，同年4月12日，距离2011年长野县北部地震主震震中南部约20千米的地方曾发生过一次震源深度极浅的5.6级地震，这次地震的震源机制为走滑断层型，与3月12日的主震不符。
在2011年长野县北部地震发生后，位于新潟县的松之山观测点监测到了39厘米的地壳变动。2011年4月，京都大学防灾研究所发布调查公告称，之所以伴随着地震的斜面的崩塌和地滑的规模比较小，是由于2至3米高的的积雪抑制了滑动。

### 与2011年日本东北地方太平洋近海地震的关联
在2011年长野县北部地震发生的约13小时前，在日本东北地方太平洋近海曾发生过震级高达MW 9.1级的2011年日本东北地方太平洋近海地震（即311大地震）。有部分学者认为，这次的长野县北部地震是一次“受到了海沟型巨大地震影响的远方诱发地震”。除2011年长野县北部地震外，同年3月15日发生的2011年静冈地震也被认为是一次受311大地震影响的诱发地震。

## 参数测定
日本气象厅测定，该次地震震中位于北纬36度59.1分，东经138度35.8分，震级为Mj 6.7级，震源深度约为8千米。中国地震台网测定，该次地震震中位于北纬139.42度，东经36.95度，震级为Ms 6.6级，震源深度约为10千米。
虽然该次地震震中位于新潟县中越地区的南部（紧邻长野县和新潟县的边界），但日本气象厅在对外发布资料时，震中仍以长野县北部的名义发布。

## 烈度分布
观测到日本气象厅震度阶级5弱和以上的地区如下表所示。
| 烈度 | 都道府县 | 市区町村                                      | 烈度分布图 |
| ---- | -------- | --------------------------------------------- | ---------- |
| 6强  | 長野县   | 荣村                                          |            |
| 6弱  | 新潟县   | 津南町 十日町市                               |            |
| 5强  | 群马县   | 中之条町                                      |            |
| 5强  | 新潟县   | 上越市                                        |            |
| 5弱  | 新潟县   | 南鱼沼市 刈羽村 汤泽町 出云崎町 柏崎市 长冈市 |            |

北至秋田县仙北市，西至兵库县西宫市的广泛范围内观测到了震度1或以上的烈度。除此之外，根据日本气象厅制作的推测烈度分布图，长野县和新潟县的部分地区被认为感受到了相当于震度7的强烈摇晃。

## 余震
除长野县北部外，新潟县中越地方的南部地区也被认为是本次地震的余震域。下方列表列出了主要的余震。
| 发生时间              | 震中           | 震源深度 | 震级   | 最大烈度              |
| --------------------- | -------------- | -------- | ------ | --------------------- |
| 2011年3月12日4时31分  | 长野县北部     | 1km      | Mj 5.9 | 6弱（荣村）           |
| 2011年3月12日5时42分  | 长野县北部     | 4km      | Mj 5.3 | 6弱（荣村）           |
| 2011年3月12日23时34分 | 长野县北部     | 5km      | Mj 3.7 | 5弱（荣村）           |
| 2011年4月12日7时26分  | 长野县北部     | 0km      | Mj 5.6 | 5弱（栄村、木岛平村） |
| 2011年4月17日0时56分  | 新潟县中越地方 | 8km      | Mj 4.9 | 5弱（津南町）         |
| 2011年6月2日11时33分  | 新潟县中越地方 | 6km      | Mj 4.7 | 5强（十日町市中里）   |

## 震害情况

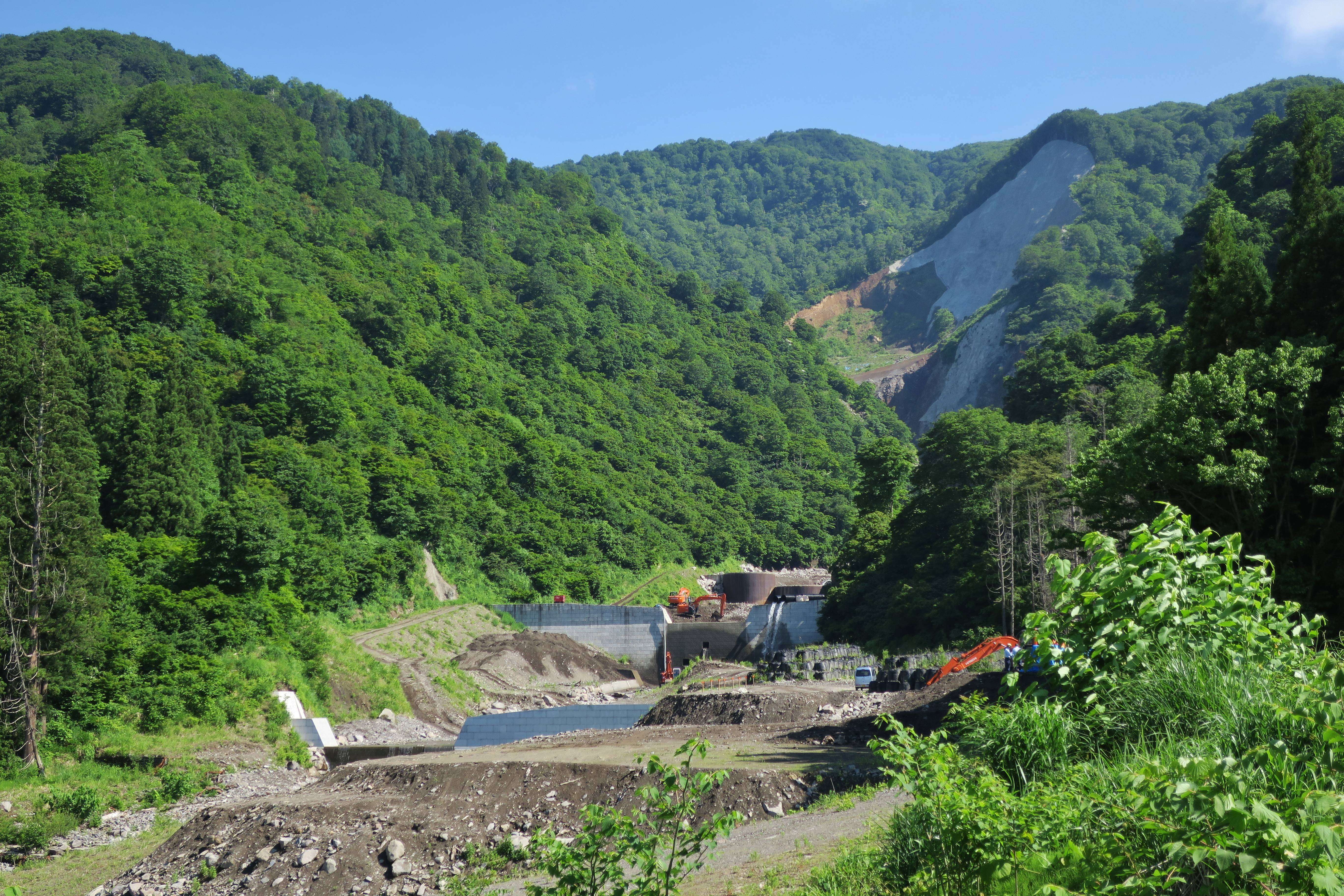
中条川震后地形（拍摄于2018年）

受2011年长野县北部地震影响，信浓川流域受损严重，东京都也有震感。除秋山地区地区外，荣村全村共计2042人被指示避难。国道117号等国道和JR饭山线多处被阻断。震中附近一座山发生雪崩，造成33栋房屋全毁，152栋房屋半毁。
长野县荣村的经济损失共计55亿日元。新潟县全县的经济损失约为37亿日元。
| 地域   | 地域       | 人   | 人   | 人   | 住宅 | 住宅 | 住宅     | 非居住用途建筑 |
| 地域   | 地域       | 死亡 | 轻伤 | 重伤 | 全毁 | 半毁 | 部分受损 | 全毁或半毁     |
| ------ | ---------- | ---- | ---- | ---- | ---- | ---- | -------- | -------------- |
| 新潟县 | 长冈市     | 0    | 0    | 0    | 0    | 0    | 21       | 1              |
| 新潟县 | 柏崎市     | 0    | 2    | 0    | 0    | 0    | 2        | 2              |
| 新潟县 | 十日町市   | 0    | 9    | 0    | 21   | 103  | 729      | 105            |
| 新潟县 | 上越市     | 0    | 3    | 1    | 2    | 17   | 184      | 44             |
| 新潟县 | 南鱼沼市   | 0    | 3    | 0    | 0    | 0    | 9        | 5              |
| 新潟县 | 津南町     | 0    | 37   | 0    | 6    | 45   | 628      | 206            |
| 长野县 | 荣村       | 3    | 10   | 0    | 33   | 169  | 492      | 290            |
| 长野县 | 饭山市     | 0    | 0    | 0    | 1    | 0    | 14       | 0              |
| 长野县 | 野泽温泉村 | 0    | 1    | 0    | 0    | 0    | 1        | 0              |
| 长野县 | 长野市     | 0    | 1    | 0    | 0    | 0    | 0        | 0              |
| 合計   | 合計       | 3    | 66   | 1    | 63   | 334  | 2080     | 653            |